# Cyclosa lawrencei
Cyclosa lawrencei är en spindelart som beskrevs av Lodovico di Caporiacco 1949. Cyclosa lawrencei ingår i släktet Cyclosa och familjen hjulspindlar.
Artens utbredningsområde är Kenya. Inga underarter finns listade i Catalogue of Life.